# Buerkert
La società Bürkert Fluid Control Systems (Christian Bürkert GmbH & Co. KG) è un produttore tedesco di sistemi di misurazione e controllo di processo per liquidi e gas con sede a Ingelfingen.

## Segmenti
- Water
- Gas
- Hygienic
- Micro